# فريدريك دبليو. ك. مولر
فريدريك دبليو. ك. مولر (بالألمانية: Friedrich Wilhelm Karl Müller)‏ هو لغوي ألماني، ولد في 21 يناير 1863 في Dębno ‏ في بولندا، وتوفي في 18 أبريل 1930 في برلين في ألمانيا.